# Big Brother 2021
Big Brother 7 (2021) is een Nederlandstalig seizoen van het televisieprogramma Big Brother, een televisieconcept dat werd ontwikkeld door John de Mol. Big Brother 7 is een coproductie van het Nederlandse RTL en het Belgische SBS, en is het vervolg van de afzonderlijke reeksen Big Brother (Vlaanderen) en Big Brother (Nederland), die beide 6 seizoenen telden.
De eerste bewoners gingen het huis in op 31 december 2020; de eerste uitzenddag was op 4 januari 2021. Het programma werd opgenomen tijdens de Covid-19-pandemie, maar alle deelnemers waren vooraf in quarantaine geweest. Het programma werd in België uitgezonden door Play4 (voor 28 januari VIER) en in Nederland door RTL 5; de startaflevering werd in Nederland tevens door RTL 4 uitgezonden. De presentatie lag in handen van Geraldine Kemper en Peter Van de Veire. Naast de uitzendingen op televisie, was er ook een livestream die 24 uur per dag te bekijken was.
Het huis voor deze gemeenschappelijke reeks stond in Duivendrecht (bij Amsterdam), op een parkeerplaats naast het hoofdkantoor van producent Endemol, pal naast de Johan Cruijff ArenA.

## Seizoensoverzicht
| Seizoen   | Start seizoen | Start seizoen     | Finale     | Finale          | Bewoners | Aantal dagen | Prijzengeld | Winnaar    | Presentatie                         | Zender      | Themalied   | Themalied                       |
| Seizoen   | Datum         | Kijkcijfers       | Datum      | Kijkcijfers     | Bewoners | Aantal dagen | Prijzengeld | Winnaar    | Presentatie                         | Zender      | Titel       | Uitvoerder                      |
| --------- | ------------- | ----------------- | ---------- | --------------- | -------- | ------------ | ----------- | ---------- | ----------------------------------- | ----------- | ----------- | ------------------------------- |
| Seizoen 7 | 04-01-2021    | 1.333.000 515.879 | 08-04-2021 | 488.000 401.062 | 19       | 99           | € 70.405,50 | Jill Goede | Geraldine Kemper Peter Van de Veire | RTL 5 Play4 | Big Brother | Davina Michelle & Woodie Smalls |

1. ↑  Gecommuniceerd werd steeds: 100 dagen, maar de eerste inwoner ging het huis in op 31-12-2020 rond 20:00u en de laatste kwam eruit op 08-04-2021 rond 22:45u. Technisch is dat 98 dagen en 02:45u. Dagen vooraf in quarantaine (Covid-19) niet meegerekend.
2. ↑  De startuitzending van Big Brother werd in Nederland ook uitgezonden op RTL 4
3. ↑  De herhalingen van Big Brother worden in België op Play5 (voor 28 januari VIJF) uitgezonden

## Bewoners
|    | Bewoner                          | Woonplaats | Leeftijd | Beroep (destijds)                  | Entree     | Exit                     | €           |
| -- | -------------------------------- | ---------- | -------- | ---------------------------------- | ---------- | ------------------------ | ----------- |
| 1  | Jill Goede                       | Landsmeer  | 22       | stewardess in opleiding            | 08-01-2021 | 08-04-2021, winnaar      | € 70.405,50 |
| 2  | Nick Kraft                       | Herentals  | 31       | chauffeur                          | 04-01-2021 | 08-04-2021, finalist, 2e |             |
| 3  | Liese Luwel                      | Halen      | 28       | thuisverpleegkundige               | 31-12-2020 | 08-04-2021, finalist, 3e |             |
| 4  | Michel Hennipman                 | Maarssen   | 36       | persoonsbeveiliger                 | 19-01-2021 | 06-04-2021               |             |
| 5  | Julie Vanderzijl                 | Affligem   | 34       | eigenares kinderdagverblijven      | 19-01-2021 | 01-04-2021               |             |
| 6  | Naomi Timmerman                  | Mechelen   | 31       | bioloog                            | 31-12-2020 | 25-03-2021*              |             |
| 7  | Matt Herrijgers                  | Zundert    | 20       | eventmanager, DJ                   | 04-02-2021 | 15-03-2021* (vrijwillig) | € 15.000**  |
| 8  | Sarah Moponami "Zoey Hasselbank" | Schaarbeek | 29       | DJ                                 | 08-01-2021 | 11-03-2021               |             |
| 9  | Mike Voets                       | Veghel     | 29       | adviseur                           | 05-02-2021 | 04-03-2021               |             |
| 10 | Thomas Nagels                    | Etterbeek  | 24       | commercieel adviseur               | 31-12-2020 | 25-02-2021*              |             |
| 11 | Jerrel Baumann                   | Amstelveen | 25       | make-up artist                     | 04-02-2021 | 18-02-2021               |             |
| 12 | Patrick Van Staeyen              | Schoten    | 59       | eigenaar fietsen- en kledingwinkel | 19-01-2021 | 11-02-2021*              |             |
| 13 | Daniëlle Dielemans               | Made       | 40       | docent middelbaar onderwijs        | 31-12-2020 | 30-01-2021 (vrijwillig)  |             |
| 14 | Jowendrick "Jowi" Maduro         | Den Haag   | 25       | student                            | 31-12-2020 | 30-01-2021 (vrijwillig)  |             |
| 15 | Nathalie Eling                   | Groningen  | 23       | bron - en contactonderzoek GGD     | 31-12-2020 | 30-01-2021 (vrijwillig)  |             |
| 16 | Els Trollmann                    | Dronten    | 57       | teamleider rijschool               | 04-01-2021 | 28-01-2021               |             |
| 17 | René Lubbers                     | Hoorn      | 29       | consultant                         | 08-01-2021 | 21-01-2021               |             |
| 18 | Theo Sijtzema                    | Amsterdam  | 54       | eigenaar klusbedrijf               | 31-12-2020 | 14-01-2021 (vrijwillig)  |             |
| 19 | Zakaria "Ziko" Ouchchen          | Lokeren    | 34       | choreograaf                        | 31-12-2020 | 07-01-2021               |             |

* 4 bewoners keerden op dag 95 kortstondig terug in het huis in de finaleweek.
** Deze bewoner greep de eenmalige kans om per direct uit het huis te stappen met een deel van het tot dan toe verzamelde prijzengeld.

## Programmaverloop

### Nominaties voor vertrek
Elke week moet, behoudens uitzonderingen, elke bewoner twee medebewoners nomineren om het huis te moeten verlaten. De twee bewoners met de meeste stemmen zijn dan genomineerd voor vertrek uit het huis. Bij een gelijke stand, waardoor drie of meer bewoners op de nominatielijst staan, kan de huismeester één persoon redden. De kijkers bepalen vervolgens door middel van stemming wie het huis moet verlaten. Daarnaast zijn er ook steeds bewoners die vrijgesteld zijn van nominatie. Dit zijn de huismeester van die week, en eventuele personen die immuniteit hebben. Een uitzondering hierop was week 10. In deze week hoefden de bewoners niet te nomineren, zowel de nominaties als de eliminatie werden deze week door de kijkers gedaan. Hierbij werden geen twee, maar drie bewoners genomineerd. Vanaf de halve finale was iedereen genomineerd.
Een persoon die niet genomineerd is, kan er ook te allen tijde zelf voor kiezen om het huis te verlaten. Dit gebeurde reeds in week 2. De nominaties waren toen al gebeurd, maar de eliminatie ging vervolgens niet door. De eigenlijke verliezer werd in plaats daarvan automatisch voor de volgende week genomineerd. In week 5 verlieten zelfs drie bewoners vrijwillig het huis. Als gevolg hiervan werd die week niet genomineerd, en kwamen er weer drie nieuwe bewoners. Deze kregen bij de eerste eliminatie van Big Brother immuniteit, om hen de tijd te geven een plaats te vinden in de groep, maar mochten ook zelf niet stemmen. Ook in week 11 verliet een bewoner 'vrijwillig' het huis, ditmaal met € 15.000,- van het prijzengeld, nadat iedereen individueel dit voorstel had gekregen van Big Brother. Er kwam vervolgens alsnog een nominatieronde, maar de verliezer werd opnieuw automatisch genomineerd voor de volgende week en hoefde het huis nog niet te verlaten.
|                    |          | Week 1                | Week 2                | Week 3                         | Week 4                         | Week 5                         | Week 5                         | Week 6                         | Week 7                         | Week 8                         | Week 9                         | Week 10                        | Week 11                        | Week 11                                     | Week 12                                     | Week 13 Halve finale                        | Week 14 Finale                              | Week 14 Finale                              |
| ------------------ | -------- | --------------------- | --------------------- | ------------------------------ | ------------------------------ | ------------------------------ | ------------------------------ | ------------------------------ | ------------------------------ | ------------------------------ | ------------------------------ | ------------------------------ | ------------------------------ | ------------------------------------------- | ------------------------------------------- | ------------------------------------------- | ------------------------------------------- | ------------------------------------------- |
| Vlag van Nederland | Jill     | Aanwezig sinds dag 9  | Els Liese             | Liese Zoey                     | [ i ]                          | -                              | -                              | Michel Julie                   | Nick Michel                    | Nick Michel                    | Nick Michel                    | -                              | Liese Naomi                    | Liese Naomi                                 | Naomi                                       | -                                           | -                                           | Winnaar                                     |
| Vlag van België    | Nick     | Els Nathalie          | Els René              | Els Jill                       | Els Nathalie                   | -                              | -                              | Thomas Zoey                    | Jerrel Jill                    | Thomas Jill                    | Mike Matt                      | -                              | Jill, Julie Naomi              | Jill, Julie Naomi                           | Jill                                        | -                                           | -                                           | finalist, 2e                                |
| Vlag van België    | Liese    | Nathalie Theo         | Nathalie René         | Nathalie Daniëlle              | Els, Daniëlle Julie            | -                              | -                              | Thomas Patrick                 | Jill Jerrel                    | Thomas Jill                    | Mike Matt                      | -                              | Jill Julie                     | Jill Julie                                  | Naomi                                       | -                                           | -                                           | finalist, 3e                                |
| Vlag van Nederland | Michel   | Aanwezig sinds dag 20 | Aanwezig sinds dag 20 | Aanwezig sinds dag 20          | Patrick Daniëlle               | -                              | -                              | Thomas Patrick                 | Jerrel Jill                    | Thomas Jill                    | Mike Matt                      | -                              | Liese Naomi                    | Liese Naomi                                 | Naomi                                       | -                                           | -                                           | Geëlimineerd (Dag 97)                       |
| Vlag van België    | Julie    | Aanwezig sinds dag 20 | Aanwezig sinds dag 20 | Aanwezig sinds dag 20          | Els Nathalie                   | -                              | -                              | Thomas Patrick                 | Jerrel Jill                    | Thomas Jill                    | Mike Matt                      | -                              | Liese Naomi                    | Liese Naomi                                 | Naomi                                       | -                                           | Geëlimineerd (Dag 92)                       | Geëlimineerd (Dag 92)                       |
| Vlag van België    | Naomi    | Theo Thomas           | Els Jill              | Nathalie Thomas                | Els Daniëlle                   | -                              | -                              | Thomas Patrick                 | Jerrel Jill                    | Thomas Jill                    | Mike Matt                      | -                              | Jill Julie                     | Jill Julie                                  | Jill                                        | Geëlimineerd (Dag 85)                       | Geëlimineerd (Dag 85)                       | Geëlimineerd (Dag 85)                       |
| Vlag van Nederland | Matt     | Aanwezig sinds dag 36 | Aanwezig sinds dag 36 | Aanwezig sinds dag 36          | Aanwezig sinds dag 36          | Aanwezig sinds dag 36          | Aanwezig sinds dag 36          |                                | Michel Nick                    | Nick Michel                    | Nick Michel                    | -                              |                                | Vrijwillig vertrokken met € 15.000 (Dag 75) | Vrijwillig vertrokken met € 15.000 (Dag 75) | Vrijwillig vertrokken met € 15.000 (Dag 75) | Vrijwillig vertrokken met € 15.000 (Dag 75) | Vrijwillig vertrokken met € 15.000 (Dag 75) |
| Vlag van België    | Zoey     | Aanwezig sinds dag 9  | René Jill             | Nathalie Jill                  | Els Nathalie                   | -                              | -                              | Nick Michel                    | Nick, Michel Jill              | Michel Naomi                   | Mike Michel                    | -                              | Geëlimineerd (Dag 71)          | Geëlimineerd (Dag 71)                       | Geëlimineerd (Dag 71)                       | Geëlimineerd (Dag 71)                       | Geëlimineerd (Dag 71)                       | Geëlimineerd (Dag 71)                       |
| Vlag van Nederland | Mike     | Aanwezig sinds dag 37 | Aanwezig sinds dag 37 | Aanwezig sinds dag 37          | Aanwezig sinds dag 37          | Aanwezig sinds dag 37          | Aanwezig sinds dag 37          |                                | Michel Liese                   | Thomas Jill                    | Michel Matt                    | Geëlimineerd (Dag 64)          | Geëlimineerd (Dag 64)          | Geëlimineerd (Dag 64)                       | Geëlimineerd (Dag 64)                       | Geëlimineerd (Dag 64)                       | Geëlimineerd (Dag 64)                       | Geëlimineerd (Dag 64)                       |
| Vlag van België    | Thomas   | Liese Ziko            | René Jill             | Liese Naomi                    | Zoey Julie                     | -                              | -                              | Liese Julie                    | Nick Michel                    | Nick Michel                    | Geëlimineerd (Dag 57)          | Geëlimineerd (Dag 57)          | Geëlimineerd (Dag 57)          | Geëlimineerd (Dag 57)                       | Geëlimineerd (Dag 57)                       | Geëlimineerd (Dag 57)                       | Geëlimineerd (Dag 57)                       | Geëlimineerd (Dag 57)                       |
| Vlag van Nederland | Jerrel   | Aanwezig sinds dag 36 | Aanwezig sinds dag 36 | Aanwezig sinds dag 36          | Aanwezig sinds dag 36          | Aanwezig sinds dag 36          | Aanwezig sinds dag 36          |                                | Michel Nick                    | Geëlimineerd (Dag 50)          | Geëlimineerd (Dag 50)          | Geëlimineerd (Dag 50)          | Geëlimineerd (Dag 50)          | Geëlimineerd (Dag 50)                       | Geëlimineerd (Dag 50)                       | Geëlimineerd (Dag 50)                       | Geëlimineerd (Dag 50)                       | Geëlimineerd (Dag 50)                       |
| Vlag van België    | Patrick  | Aanwezig sinds dag 20 | Aanwezig sinds dag 20 | Aanwezig sinds dag 20          | Els Naomi                      | -                              | -                              | Thomas Julie                   | Geëlimineerd (Dag 43)          | Geëlimineerd (Dag 43)          | Geëlimineerd (Dag 43)          | Geëlimineerd (Dag 43)          | Geëlimineerd (Dag 43)          | Geëlimineerd (Dag 43)                       | Geëlimineerd (Dag 43)                       | Geëlimineerd (Dag 43)                       | Geëlimineerd (Dag 43)                       | Geëlimineerd (Dag 43)                       |
| Vlag van Nederland | Daniëlle | Liese Ziko            | René Naomi            | Liese Naomi                    | Patrick Julie                  |                                | Vrijwillig vertrokken (Dag 31) | Vrijwillig vertrokken (Dag 31) | Vrijwillig vertrokken (Dag 31) | Vrijwillig vertrokken (Dag 31) | Vrijwillig vertrokken (Dag 31) | Vrijwillig vertrokken (Dag 31) | Vrijwillig vertrokken (Dag 31) | Vrijwillig vertrokken (Dag 31)              | Vrijwillig vertrokken (Dag 31)              | Vrijwillig vertrokken (Dag 31)              | Vrijwillig vertrokken (Dag 31)              | Vrijwillig vertrokken (Dag 31)              |
| Vlag van Nederland | Jowi     | Liese Ziko            | René Nick             | Liese Naomi                    | [ m ]                          |                                | Vrijwillig vertrokken (Dag 31) | Vrijwillig vertrokken (Dag 31) | Vrijwillig vertrokken (Dag 31) | Vrijwillig vertrokken (Dag 31) | Vrijwillig vertrokken (Dag 31) | Vrijwillig vertrokken (Dag 31) | Vrijwillig vertrokken (Dag 31) | Vrijwillig vertrokken (Dag 31)              | Vrijwillig vertrokken (Dag 31)              | Vrijwillig vertrokken (Dag 31)              | Vrijwillig vertrokken (Dag 31)              | Vrijwillig vertrokken (Dag 31)              |
| Vlag van Nederland | Nathalie | Liese Ziko            | René Naomi            | Liese Naomi                    | Patrick Julie                  |                                | Vrijwillig vertrokken (Dag 31) | Vrijwillig vertrokken (Dag 31) | Vrijwillig vertrokken (Dag 31) | Vrijwillig vertrokken (Dag 31) | Vrijwillig vertrokken (Dag 31) | Vrijwillig vertrokken (Dag 31) | Vrijwillig vertrokken (Dag 31) | Vrijwillig vertrokken (Dag 31)              | Vrijwillig vertrokken (Dag 31)              | Vrijwillig vertrokken (Dag 31)              | Vrijwillig vertrokken (Dag 31)              | Vrijwillig vertrokken (Dag 31)              |
| Vlag van Nederland | Els      | Daniëlle Ziko         | René Naomi            | Liese Naomi                    | Patrick Julie                  | Geëlimineerd (Dag 29)          | Geëlimineerd (Dag 29)          | Geëlimineerd (Dag 29)          | Geëlimineerd (Dag 29)          | Geëlimineerd (Dag 29)          | Geëlimineerd (Dag 29)          | Geëlimineerd (Dag 29)          | Geëlimineerd (Dag 29)          | Geëlimineerd (Dag 29)                       | Geëlimineerd (Dag 29)                       | Geëlimineerd (Dag 29)                       | Geëlimineerd (Dag 29)                       | Geëlimineerd (Dag 29)                       |
| Vlag van Nederland | René     | Aanwezig sinds dag 9  | Els Nathalie          | Liese Zoey                     | Geëlimineerd (Dag 22)          | Geëlimineerd (Dag 22)          | Geëlimineerd (Dag 22)          | Geëlimineerd (Dag 22)          | Geëlimineerd (Dag 22)          | Geëlimineerd (Dag 22)          | Geëlimineerd (Dag 22)          | Geëlimineerd (Dag 22)          | Geëlimineerd (Dag 22)          | Geëlimineerd (Dag 22)                       | Geëlimineerd (Dag 22)                       | Geëlimineerd (Dag 22)                       | Geëlimineerd (Dag 22)                       | Geëlimineerd (Dag 22)                       |
| Vlag van Nederland | Theo     | Liese Ziko            | René Els              | Vrijwillig vertrokken (Dag 15) | Vrijwillig vertrokken (Dag 15) | Vrijwillig vertrokken (Dag 15) | Vrijwillig vertrokken (Dag 15) | Vrijwillig vertrokken (Dag 15) | Vrijwillig vertrokken (Dag 15) | Vrijwillig vertrokken (Dag 15) | Vrijwillig vertrokken (Dag 15) | Vrijwillig vertrokken (Dag 15) | Vrijwillig vertrokken (Dag 15) | Vrijwillig vertrokken (Dag 15)              | Vrijwillig vertrokken (Dag 15)              | Vrijwillig vertrokken (Dag 15)              | Vrijwillig vertrokken (Dag 15)              | Vrijwillig vertrokken (Dag 15)              |
| Vlag van België    | Ziko     | Nathalie Theo         | Geëlimineerd (Dag 8)  | Geëlimineerd (Dag 8)           | Geëlimineerd (Dag 8)           | Geëlimineerd (Dag 8)           | Geëlimineerd (Dag 8)           | Geëlimineerd (Dag 8)           | Geëlimineerd (Dag 8)           | Geëlimineerd (Dag 8)           | Geëlimineerd (Dag 8)           | Geëlimineerd (Dag 8)           | Geëlimineerd (Dag 8)           | Geëlimineerd (Dag 8)                        | Geëlimineerd (Dag 8)                        | Geëlimineerd (Dag 8)                        | Geëlimineerd (Dag 8)                        | Geëlimineerd (Dag 8)                        |

1. ↑  Nick & Els kwamen op dag 5 's nachts het huis binnen via een opdracht in de gameroom. Ondanks ze later binnenkwamen dan de andere bewoners, waren Els en Nick wel meteen aanwezig op de eerste nominaties.
2. ↑  Deze week waren er 3 genomineerden, omdat afvaller René een week langer mocht blijven wegens het vrijwillig vertrek van Theo, maar wel automatisch opnieuw genomineerd was. Bij de online stemming kon de kijker 1 naam aanduiden die moest blijven, waarna enkel de persoon met het minste stemmen afviel.
3. ↑  Door het vrijwillige vertrek van Daniëlle, Jowi en Nathalie werd er deze week niet genomineerd. In plaats daarvan werden tijdens de liveshow 2 nieuwe bewoners het huis in gelaten, en kon de kijker stemmen voor een derde nieuwe kandidaat (Mike) die een dag later zijn entree maakte.
4. ↑  Deze week was er geen huismeester door de opsplitsing van de bewoners. (zie opdrachten: week 8, Back to Basic battle)
5. ↑  Deze week mogen de inwoners niet nomineren maar bepalen de kijkers wie er genomineerd zijn.
6. ↑  Door het vrijwillige vertrek van Matt werd er deze week niemand weggestemd. De kijkers hebben wel gestemd. Julie had de minste stemmen is automatisch genomineerd voor volgende week.
7. ↑  Vanaf deze week geen huismeester meer en de kijkers gaan bepalen wie er genomineerd werd.
8. ↑  De finale werd gespeeld met 3 bewoners. Midden in deze week moet dus nog één bewoner afvallen. De kijker beslist.
9. ↑  Jill werd onwel op dag 23 en moest op ziekenhuisbezoek gevolgd door quarantaine i.v.m. de coronamaatregelen. Op dag 29 keerde ze terug in het huis.
10. ↑  Doordat er een ex aequo was in de stemming, mocht Nick als huismeester een stem weghalen voor Jill, Julie, Liese of Naomi om toch maar 3 genomineerden te hebben. Hij koos om Naomi te redden.
11. ↑  Doordat er een ex aequo was in de stemming, mocht Liese als huismeester een stem weghalen voor Patrick of Julie om toch maar 2 genomineerden te hebben. Ze koos om Julie te redden.
12. ↑  Er was deze week een ex aequo in de stemming tussen 3 bewoners voor de tweede plaats: Nick, Jerrel en Jill. Zoey mocht als huismeester slechts één stem weghalen. Ze koos eerst om Jerrel te redden, maar na een nacht slapen veranderde ze haar keuze en redde ze Jill.
13. ↑  Jowi had deze week zijn recht om te mogen nomineren verspeeld tijdens een spel in de gameroom.

| Kleurlegenda | Kleurlegenda                              | Kleurlegenda | Kleurlegenda                                   | Kleurlegenda | Kleurlegenda             |
| ------------ | ----------------------------------------- | ------------ | ---------------------------------------------- | ------------ | ------------------------ |
|              | Huismeester (kan niet genomineerd worden) |              | Genomineerd voor vertrek                       |              | Finale Winnaar (Goud)    |
|              | Immuniteit (kan niet genomineerd worden)  |              | Eliminatie uitgesteld; Automatisch genomineerd |              | 2e finaleplaats (Zilver) |
|              | Mag niet nomineren                        |              | Geëlimineerd                                   |              | 3e finaleplaats (Brons)  |
|              | Kandidaat (nog) niet in het huis aanwezig |              | Vrijwillig vertrokken                          |              |                          |

### (Week)opdrachten
Doorheen de week moeten bewoners verschillende opdrachten uitvoeren. Hierbij kan om het even wat gewonnen worden: bij de meeste spellen gaat het om immuniteit, een bedrag voor de prijzenpot, of een groepsvoordeel of persoonlijk voordeel. De opdrachten zijn alleen in de tv-uitzendingen te zien. De livestreams worden tijdens de opdrachten tijdelijk uitgeschakeld. Op deze manier blijven de opdrachten spannend tot aan de tv-uitzending.
Er zijn ook elke week een aantal vaste spellen:
- Het huismeesterspel, waarbij aan het eind van het spel de huismeester voor de volgende week bekend is. Het spel kan alle vormen aannemen. In de eerste 3 weken was er geen huismeesterspel en werd de huismeester bepaald door middel van stemming door de kijkers. Dit spel wordt doorgaans op vrijdag gespeeld, de dag na de liveshow, en krijgt de kijker op maandag te zien. In week 8 was er geen huismeester door de opsplitsing van het huis.
- Het boodschappenspel. Dit wordt steeds gespeeld door de hele groep samen, vaak moet iedereen individueel eenzelfde taak uitvoeren. Met het verdiende geld kan de huismeester de luxeboodschappen van die week doen. Meestal gaat het om luxe voedingswaren, maar soms is er meer geld te verdienen en dan kunnen andere producten gekocht worden voor in het huis. In week 6 werd bijvoorbeeld een crosstrainer gekocht. Het boodschappenspel wordt gespeeld op maandag.
- Van week 4 tot en met week 10 kregen de genomineerden in de Kamer van de Waarheid een opdracht waarbij ze samen een videoboodschap van een naaste aan het thuisfront konden vrijspelen. In week 2 moesten de genomineerden ook een opdracht doen in de gameroom, maar deze was niet in hun eigen voordeel.
Noot: in week 5 waren er door het vrijwillig vertrek van 3 bewoners geen genomineerden en werd een alternatieve opdracht door alle bewoners gespeeld: de Winkel van de Verleiding. Zie verder op deze pagina voor meer info over de Kamer van de Waarheid.
- Elke week is er ook een opdracht voor alle bewoners uitgezonderd de genomineerden. Deze opdracht heeft vooral als doel de groep dichter bij elkaar te brengen en heeft geen belangrijke prijs. Wel kan het funest zijn om niet in de opdracht te slagen.
Noot: in week 5 werd de opdracht met de hele groep gespeeld omdat er geen genomineerden waren.

|         | Opdracht | Uitgevoerd door                               | Locatie              | Te verdienen | Verdiend / Winnaar                                                                                |
| ------- | --- | --------------------------------------------- | -------------------- | --- | ------------------------------------------------------------------------------------------------- |
| Week 1  | Puzzel + evenwichtsoefening | Iedereen, individueel                         | Gameroom             | Immuniteit voor de eerste eliminatie | Naomi                                                                                             |
| Week 1  | Uitspraak matchen aan de juiste medebewoner | Jowi & Daniëlle                               | Gameroom             | € 500 per juiste link | € 2.000 voor de prijzenpot                                                                        |
| Week 1  | Insluip opdracht Ongemerkt het huis ingaan met de volgende opdrachten: Voltooi de zenuwspiraal, vind de metalen kist (zie: geheime opdracht 2) en blijf onopgemerkt in de slaapkamer tot het ontbijt. | Els & Nick                                    | Gameroom             | € 5.000 voor de prijzenpot - € 250 elke keer dat spiraal geraakt wordt Betrapt worden voor het ontbijt betekent verlies prijzengeld. | Mislukt: spiraal zonder fouten opgelost maar betrapt door de bewoners.                            |
| Week 1  | Portretschilderen Portret van medebewoner schilderen, de kijkers kiezen de winnaar | Iedereen, zonder genomineerden (Liese & Ziko) | Woonkamer            | Filmpje van dierbaren Het mooiste schilderij wordt opgehangen in het huis | Nick (schilderde: Jowi)                                                                           |
| Week 1  | Selectie opdracht Kies drie nieuwe bewoners. Deze zijn verstopt in dozen en aan de hand van vragen wordt gekozen wie in het huis komt. | Daniëlle, Theo & Thomas                       | Gameroom             | Een plek in het huis | Jill, René & Zoey Nr 4 (blijkt later Patrick te zijn) valt af                                     |
| Week 2  | IJsbalhakken Knikkers uit ijsballen halen tegen tijd, zonder dat de ijsballen op de grond vallen. | Iedereen, samen                               | Tuin                 | € 5 per verzamelde knikker - € 50 per gevallen ijsbal | € 210 boodschappenbudget                                                                          |
| Week 2  | Evenwichtsoefening Blijf zo lang mogelijk met 2 op een klein krukje staan. 5 duo's van sterke en zwakke kandidaten (sterk en zwak bepaald door de kijker). Thomas & Jill mogen niet meedoen. | Iedereen, samen                               | Gameroom             | € 1.000 / 2.000 / ... / 5.000 afhankelijk van wie wint Bedragen geheim en toegewezen door de huismeester | € 4.000 voor de prijzenpot                                                                        |
| Week 2  | Sleutelhangerspel Gedurende de dag werden door Big Brother foto's getoont die te maken hebben met de bewoners. Jill kreeg een geheime opdracht (geheime opdracht 4) om deze foto's goed te onthouden. Uit ca. 80 sleutelhangers moest zij de juiste afbeeldingen kiezen om een kistje met de naam van een bewoner te kunnen openen.                           | Jill                                          | Gameroom             | Lievelingssnacks van de bewoner waarvan het kistje wordt geopend. | 9 kistjes geopend, 2 kistjes bleven dicht                                                         |
| Week 2  | Persoonlijke voorwerpen combineren met juiste medebewoner | Genomineerden Els & René                      | Gameroom             | Eén medebewoner krijgt zijn / haar voorwerp indien alle combinaties juist zijn | Niets verdiend                                                                                    |
| Week 2  | Doen, wijzen of de waarheid Voltooi 20 opdrachten binnen 1 uur | Iedereen, zonder genomineerden                | Woonkamer            | Als de opdracht mislukt is er 24 uur geen warm water | Warm water niet afgesloten                                                                        |
| Week 2  | Onbekende inhoud Zes kistjes met onbekende inhoud. Open een kistje, beslis of je het wil en zo nee, open het volgende. Je mag niet terugkeren. | Nick                                          | Gameroom             | 1. € 1.500 2. 24 uur een huisdier 3. Je bent genomineerd 4. - € 500 groepsgeld 5. Je wordt huismeester 6. Er komt een huisfeestje (deze inhoud werd later bekendgemaakt)                                                                                              | Nick is volgende week huismeester                                                                 |
| Week 2  | Haken Lapjesdeken maken gedurende het weekend, iedereen haakt een lap die samengesteld wordt als deken | Iedereen, samen                               | Woonkamer            | Immuniteitstoken | Immuniteitstoken                                                                                  |
| Week 3  | Ballonproef Een heliumballon 24 uur vasthouden | Iedereen, samen                               | Woonkamer            | Het boodschappenbudget van de week (vast bedrag) | € 175 boodschappenbudget                                                                          |
| Week 3  | Vind de indringers Alle spelers verkleden zich in pij met masker en gaan in een kring staan. Filter de drie indringers. Dit blijken later de nieuwe inwoners Julie, Michel & Patrick te zijn. | Nick                                          | Gameroom             | € 500 per juiste selectie | € 1.500 voor de prijzenpot                                                                        |
| Week 3  | Tennis Een ballenmachine schiet tennisballen af. Sla ze over de omheining. | Iedereen, individueel                         | Tuin                 | Geld per bal over het hek Verdubbeling voor de gouden bal, bankroet bij zwarte bal | € 4.260 voor de prijzenpot                                                                        |
| Week 3  | Schrijf een lied in twee uur op een bestaande melodie | Iedereen, zonder genomineerden                | Woonkamer            | Het lied wordt uitgebracht in de buitenwereld. | -                                                                                                 |
| Week 4  | Kruk of zetel Er staat een rij krukken en één fauteuil. Kies een plek om te zitten, overleg met elkaar en denk goed na. | Iedereen, samen                               | Gameroom             | Ronde 1: Persoon in de fauteuil krijgt persoonlijk voorwerp Ronde 2: persoon in de fauteuil mag deze week niet nomineren Ronde 3: Huismeesterschap | 1. Daniëlle 2. Jowi 3. Liese                                                                      |
| Week 4  | Stokken-mikado Haal zoveel mogelijk stokken uit een constructie, zonder dat de ring eromheen de grond raakt. | Iedereen, samen                               | Gameroom             | Bedrag per stok, afhankelijk van de kleur van de stok | € 195 boodschappenbudget                                                                          |
| Week 4  | Stokkenvangspel Vang de stokken die een voor een vallen. Elke stok is geld waard. Als je een paarse stok hebt gevangen mag je die inruilen. | Jowi & Zoey                                   | Gameroom             | € 50 per gevangen stok Waarde van een gevangen paarse stok: - Dubbel stemrecht volgende eliminatie - Halveert ook je gevangen prijzengeld | € 550 voor de prijzenpot Geen paarse stok ingeruild                                               |
| Week 4  | Fiets 12 kilometer in een half uur tijd. | Els & Patrick                                 | Gameroom             | Een persoonlijke videoboodschap van het thuisfront | Allebei een videoboodschap                                                                        |
| Week 4  | Raad bij welke bewoner de berichten horen die op het scherm verschijnen. | Team Ganggang & Team Eierkoek                 | Woonkamer            | Eén meter bier en bitterballen | Team Ganggang                                                                                     |
| Week 5  | Doolhofspel Een plank met randen en gaten. Loods het balletje naar de finish. Als het balletje door het gat valt begin je opnieuw. | Jill & Naomi                                  | Gameroom             | Huismeesterschap | Naomi                                                                                             |
| Week 5  | Wervelwind Zo veel mogelijk ballen vangen in machine die balletjes omhoog blaast | Iedereen, individueel                         | Gameroom             | € 1,50 per blauwe bal Verdubbeling van de persoonlijke score bij vangen van alle blauwe ballen. | € 100,50 boodschappenbudget                                                                       |
| Week 5  | Dansmarathon Deze duurt 10 uur, waarbij er altijd twee mensen op de dansvloer moeten staan. | Iedereen, samen                               | Gameroom             | Maximum € 5.000 - € 500 bij verminderd enthousiasme. | € 4.000 voor de prijzenpot                                                                        |
| Week 5  | Shopping Shoppen met het groepsgeld | Iedereen, individueel                         | Gameroom             | 1. Weten waarom anderen je hebben genomineerd: - € 25 2. Persoonlijk voorwerp: - € 100 3. Persoonlijke videoboodschap van het thuisfront: - € 250 | - € 350 (Liese persoonlijk voorwerp + Jill videoboodschap)                                        |
| Week 5  | Welkomstlied Schrijf een lied om de nieuwe bewoners welkom te heten. | Iedereen, samen                               | Woonkamer            | - | -                                                                                                 |
| Week 6  | Kop-van-jut Kop-van-Jut slaan op de 'winterkermis', Elke bewoner moet min. 1× slaan | Iedereen, individueel                         | Tuin                 | € 3 per keer dat de bel rinkelt in een kwartier tijd. | € 1.023 boodschappenbudget                                                                        |
| Week 6  | Dozenbrug Klem een brug van kartonnen dozen, gevouwen door de andere bewoners, tussen je lichaam en een hek (2 bewoners). Gevouwen dozen moeten eerst in een bak gegooid worden. | Iedereen, samen Bruggenbouwers: Michel & Nick | Gameroom             | € 50 per roze doos € 100 per paarse doos € 500 per blauwe doos Een doos die de grond raakt is niks meer waard. | € 3.100 voor de prijzenpot                                                                        |
| Week 6  | Doolhofspel Een plank met randen en gaten. Loods het balletje naar de finish. Als het balletje door het gat valt begin je opnieuw. | Patrick & Thomas                              | Gameroom             | Een persoonlijke videoboodschap van het thuisfront | Allebei een videoboodschap                                                                        |
| Week 6  | CupCake contest Bak de mooiste, kleurrijkste cupcakes en 'verkoop' deze aan de kijkers. | Iedereen, zonder genomineerden                | Woonkamer            | Feestje | Nick                                                                                              |
| Week 6  | Surf-rodeo Zo lang mogelijk op een rodeo-snowboard blijven staan. | Iedereen, individueel                         | Tuin                 | Huismeesterschap | Zoey                                                                                              |
| Week 7  | Grijpmachine Elke bewoner krijgt 1 poging | Iedereen, individueel                         | Gameroom             | € 1 per witte bal € 5 per roze bal € 7,50 per paarse bal € 10 per blauwe bal Een zwarte bal zet de teller weer op 0. | € 47,50 boodschappenbudget                                                                        |
| Week 7  | Fotopuzzel maken met houten bakken De blokken kunnen pas loskomen als de teamkapiteins (bepaald door de kijker) de sleutel van de ketting uit een kistje met slot hebben gehaald. Eén bewoner moet fietsen om het licht in de gameroom aan te houden. | Team Liese & Team Naomi Fiets: Jill           | Gameroom             | € 4.000 per opgeloste puzzel. Immuniteit voor 1 persoon uit het snelste team, te kiezen door de teamcaptain (mag ook zichzelf kiezen). | € 8.000 voor de prijzenpot Julie krijgt de immuniteit van Naomi.                                  |
| Week 7  | Biecht Ga in het rode licht staan en biecht. | Jerrel, Michel & Nick                         | Gameroom             | Een persoonlijke videoboodschap van het thuisfront | Alle drie een videoboodschap                                                                      |
| Week 7  | Kunstwerk Maak een gezamenlijk kunstwerk over jullie leven met een ingrijpende of mooie gebeurtenis. De kijker wordt uitgedaagd dit ook te doen. Het mooiste kunstwerk van de kijker wordt gewisseld met het kunstwerk van de bewoners. | Iedereen, zonder genomineerden                | Huiskamer            | Een kunstwerk van de kijker. | € 500 (betaald door een kijker)                                                                   |
| Week 7  | Ballonnen knappen Eén ballon bevat een briefje 'jij wordt huismeester'. | Iedereen, samen                               | Gameroom             | Huismeesterschap | Mike                                                                                              |
| Week 8  | Balletje Tic Ieder krijgt 10 seconden om uit een opstelling alle blauwe balletjes weg te tikken met 1 vinger. Elke bewoner krijgt 1 poging | Iedereen, individueel                         | Gameroom             | Diverse bedragen die de bewoners onder zichzelf konden verdelen, in totaal € 308,50. Verdiende bedragen worden opgeteld; valt er een oranje balletje of is de tijd om, dan wordt het bedrag afgetrokken.                                                              | € 91,50 boodschappenbudget                                                                        |
| Week 8  | Gewicht-Twister-Spel Een gewicht van 6 kg aan een touw 10 uur lang in de lucht houden terwijl een variant op Twister gespeeld wordt. Wanneer de kandidaat niet meer kan, moet hij doorgeven aan een volgende kandidaat zonder los te laten. Een medebewoner draait elk kwartier aan het Twisterrad. Wie wil mag proberen (maar moet niet), 1 persoon tegelijk | Iedereen, individueel                         | Gameroom             | € 12,50 per minuut als een bewoner het gewicht langer dan een halfuur vasthoudt (dus maximaal € 7.125) - € 25,- als een fout in het Twisterspel wordt gemaakt - € 250 als de kandidaat het geen halfuur uithoudt of als het gewicht valt.                             | € 3.737,50 voor de prijzenpot                                                                     |
| Week 8  | Evenwichtsoefening zo lang mogelijk met 2 op een klein krukje staan en beantwoord twee vragen | Jill & Thomas                                 | Gameroom             | Een persoonlijke videoboodschap van het thuisfront | Beide een videoboodschap                                                                          |
| Week 8  | Moodboard Maak een moodboard a.d.h.v. oude tijdschriften waarop je een realistische wens uit voor het verblijf in het Big Brother-huis. | Iedereen, zonder genomineerden                | Huiskamer            | Eén wens zal worden vervuld | Filmavond (wens vervuld op dag 62)                                                                |
| Week 8  | Back to Basics-battle Big Brother deelt de bewoners op in 2 teams. Verdeel de duels in de 4 categorieën logica, behendigheid, evenwicht en kracht over de teamleden. | Team geel & Team groen                        | Tuin                 | Het verliezende team leeft een karig bestaan voor het komende weekend en leeft in een afgesloten deel van het huis: de gameroom, voorraadkamer en een slaapkamer. Het winnende team wordt in die tijd verwend. Zij krijgen twee avonden een luxe en uitgebreid diner. | Team geel                                                                                         |
| Week 9  | Privilegemenu per dag kunnen 2 luxe privileges gekocht worden voor de 'arme bewoners' met geld van het groepsbudget. Er mag niet overlegd worden met de andere bewoners. | Team geel                                     | -                    | Onder andere gebruik maken van de badkamer, een wandeling in de tuin, een uur in de hottub. | Niks gekocht                                                                                      |
| Week 9  | Levensloop Teken je levensloop uit en gebruik de foto's die je van Big Brother gekregen hebt. Presenteer het resultaat voor je team. | iedereen, per team                            | Hele huis            | Deze opdracht is bedoeld om elkaar beter te leren kennen. | -                                                                                                 |
| Week 9  | Domino Day Elk team moet binnen de 2 uur een dominosliert bouwen van 25 meter lang per bewoner in je team. (Dus 4 personen: 100 meter, 5 personen: 125 meter) | Iedereen, per team                            | Hele huis            | € 2.000 per team waarvan de sliert in één keer volledig omvalt. | € 4.000 voor de prijzenpot                                                                        |
| Week 9  | Toren bouwen Elk team krijgt 4 logische puzzels. Wanneer één team de puzzel heeft opgelost, verdient dit team blokken om een toren mee te bouwen en gaan beide teams door naar hun volgende puzzel. Het team dat na 4 puzzels de hoogste toren heeft, wint.                                                                                                   | Iedereen, per team                            | Tuin                 | Immuniteit voor ieder lid van het team | Immuniteit voor Jill, Julie, Liese, Naomi, Zoey Geen hints gekocht.                               |
| Week 9  | Zenuwspiraal Mike moet de heenweg afleggen, Matt de terugweg. Als de zoemer gaat moet je terug naar het begin. | Mike & Matt                                   | Gameroom             | Een persoonlijke videoboodschap van het thuisfront | Mislukt                                                                                           |
| Week 9  | Persoonlijke brief Schrijf een persoonlijke brief aan één iemand van het thuisfront. Deze brief moet voorgelezen worden in de dagboekkamer voordat deze verstuurd wordt. | Iedereen, zonder genomineerden                | Huiskamer            | - | -                                                                                                 |
| Week 9  | Ei-helm Een ei heel houden dat je op je helm draagt. | Iedereen, individueel                         | Hele huis            | Huismeesterschap | Julie                                                                                             |
| Week 10 | Fake-Nieuws boodschappenspel Big Brother stelt tien vragen. Bedenk of dit 'echt' of 'fake' nieuws is. Het antwoord van de meerderheid telt | Iedereen, samen                               | Woonkamer            | per goed antwoord € 12,50 | € 212,50 boodschappenbudget                                                                       |
| Week 10 | Cijferreeksen Als je naam wordt geroepen heb je 25 seconden om de code die je op het beeldscherm in de woonkamer ziet in te toetsen op de tablet bij de Gameroom. Het spel duurt 24u. | Iedereen, samen                               | nvt                  | € 12.000 - € 500 per fout antwoord | € 8.500 voor de prijzenpot                                                                        |
| Week 10 | Doolhofspel Een plank met randen en gaten. Loods het balletje naar de finish. Als het balletje door het gat valt begin je opnieuw. | Jill, Michel & Zoey                           | Gameroom             | Een persoonlijke videoboodschap van het thuisfront | Alle drie een videoboodschap                                                                      |
| Week 10 | Afscheidsbrieven Schijf een brief aan elke genomineerde. De brieven moeten worden voorgelezen in de dagboekkamer. | Iedereen, zonder genomineerden                | Huiskamer            | De genomineerde die vanavond vertrekt krijgt zijn/haar brieven nog te lezen. | -                                                                                                 |
| Week 10 | Balanceer opdracht Houd een balletje hoog op een racket (stok met een schijf). Als het balletje valt ben je af. Wie dit het langst volhoudt wordt huismeester. | Iedereen, individueel                         | Gameroom             | Huismeesterschap | Nick                                                                                              |
| Week 10 | Woordspel Een als kat verkleed persoon treedt op in de tuin en laat bordjes met letters zien. Raad de tekst. | Iedereen, individueel                         | Woonkamer            | Ontspanning | Karaoke avond                                                                                     |
| Week 11 | Dillema Schat je kansen in of je de finale haalt. De eerste die instemt om Big Brother vandaag te verlaten krijgt geld mee uit de prijzenpot. Denk over dit voorstel na, niet praten, geen gebaren. Wie communiceert is automatisch genomineerd. | Iedereen, individueel                         | Hele huis            | € 15.000 | Matt - € 15.000 uit de prijzenpot                                                                 |
| Week 11 | Combineer kleuren Verbind twee (2) telefoons door gekleurde buizen aan elkaar te koppelen: van primaire kleur naar secundaire kleur naar primaire kleur etc (rood, oranje, geel, groen, blauw, paars) | Iedereen, samen                               | Gameroom, Gang, Tuin | € 9.000 maar de teller loopt terug tot de verbinding is gemaakt Bonus: beluister één voicemailbericht | € 2.200 voor de prijzenpot Julie: voicemailbericht                                                |
| Week 11 | Speurtocht Met speciale zaklampen aanwijzingen opzoeken. Los de raadsels op en tel de getallen op om het slot op de kist te openen. | Iedereen, individueel                         | Hele Huis            | Inhoud van de zwarte kist | IJs voor iedereen                                                                                 |
| Week 11 | Bingo Een volle horizontale rij = BINGO. Er zijn 4 rondes. De bewoner die presenteert (Nick) mag niet meespelen | Iedereen, individueel                         | Woonkamer            | Kies je prijs: 1. voicemailbericht van thuis 2. Je persoonlijk voorwerp terug 3. Een brief van thuis. Deze dient ook te worden voorgelezen in de dagboekkamer. | 1. Jill => 3 2. Jill geeft prijs aan Julie => 3 3. Naomi => 3 4. Naomi geeft prijs aan Liese => 3 |
| Week 11 | Balanceer opdracht Een hangende buis met voetsteunen. Wie dit het langst volhoudt wordt huismeester en staat zeker in de halve finale. | Iedereen, individueel                         | Gameroom             | Huismeesterschap | Michel                                                                                            |
| Week 12 | Tast Memory spel Er liggen 24 tegels in de Gameroom, de Gameroom is geheel donker. Elke tegel heeft een reliëf met een vorm. Zoek de gelijke afbeelding. De eerste kiest, beschrijft de vorm, de tweede moet de gelijke vorm ophalen. De opgehaalde tegels moeten in de rugzak en worden vergeleken als de tweede tegel is opgehaald.                         | Iedereen, duo's                               | Gameroom             | Totaal 12 sets Per gelijk set tegels € 30,- | € 180,- boodschappenbudget                                                                        |
| Week 12 | Geheugenspel. Oud bewoners vertellen een verhaal op verschillende locaties. Het verhaal moet onthouden worden. Big Brother stelt tien vragen voor elk goed antwoord verdienen ze geld voor de prijzenpot | Iedereen, samen                               | Hele huis            | € 1.000 (€ 100,- per goed antwoord) | € 700 voor de prijzenpot                                                                          |
| Week 12 | Tennis & codespel Een tennisspel in de tuin en een code invoeren op de tablet. Voor uitleg van deze opdracht zie week 3 (Tennis) en 10 (Cijferreeksen). | Iedereen, samen                               | Tuin, Gameroom       | Maximum € 3.000 en een aantal minuten. Wat er met die minuten gedaan wordt is nog onbekend. | € 2.100 voor de prijzenpot & 27 minuten                                                           |
| Week 13 | De Klos Rol binnen 15 minuten het touw van de klos om je middel door middel van rondjes lopen. Als het touw op is, hol naar de Gameroom en rol het touw terug om de klos die daar staat. | Iedereen, individueel                         | Tuin, Gameroom       | De eerste die klaar is verdient € 250 de tweede € 500 de derde € 750 de vierde € 1.000 en de vijfde € 2.500 | € 5.000 voor de prijzenpot                                                                        |
| Week 13 | Schuimparty Een beach-bar en een tuin vol schuim, lekkere cocktails en goede muziek. Er zijn cadeautjes en geld verstopt | Iedereen, samen                               | Tuin                 | Geld voor de prijzenpot | € 1.860 voor de prijzenpot                                                                        |
| Week 13 | Pitch opdracht Presenteer jezelf aan de kijker waarom jij vindt dat jij de Big Brother 2021 finale moet winnen | Iedereen, individueel                         | Woonkamer            | Meer stemmen! | -                                                                                                 |
| Week 13 | Ei-zoeken Zoek de 20 verstopte eieren in de tuin | Jill, Liese & Nick                            | Tuin                 | Een verrassing | uitgebreide Paasbrunch                                                                            |
| Week 13 | Paas sport en spel Drie verschillende sportieve opdrachten met een ei. Elke proef wordt de tijd gemeten. Wie aan het eind van de proeven de snelste totaaltijd heeft wint een prijs. | Iedereen, individueel                         | Tuin                 | Een taart en een chocolade ei | Jill                                                                                              |
| Week 14 | Ei-helm Zelfde opdracht als in week 9. De opdracht duurt 4 uur. | oud bewoner Matt                              | Woonkamer            | Geld voor de prijzenpot | € 1.000 voor de prijzenpot                                                                        |
| Week 14 | Blinddoekspel Begeleid de geblinddoekte Nick via aanwijzingen en opdrachten naar de prijs | Jill & Liese                                  | Hele huis            | Geld voor de prijzenpot | € 10.000 voor de prijzenpot                                                                       |

1. ↑  De kijker heeft drie spelers gekozen die meer verantwoording krijgen.
2. ↑  Liese & Natalie bleven over. Uiteindelijk gaf Natalie aan dat als Liese volgende week niet op haar zou stemmen ze dan huismeester mocht zijn
3. ↑  De kijkers kozen de twee bewoners die het meeste te vertrouwen zijn
4. ↑  Team Ganggang: Jowi, Julie, Nathalie, Naomi, Zoey. Team Eierkoek: Daniëlle, Jill, Michel, Nick, Thomas
5. ↑  Team Liese: Jerrel, Matt, Mike, Nick. Team Naomi: Julie, Michel, Thomas, Zoey
6. ↑  Team geel: Jill, Julie, Liese, Naomi, Zoey. Team groen: Matt, Michel, Mike, Nick
7. ↑  Op dinsdag 30 maart 2021 werden de bewoners een voor een naar de geel-blauwe slaapkamer geroepen waar ze kort telefonisch contact hadden met familieleden die achter de spiegelwand stonden.

| Kleurlegenda | Kleurlegenda     | Kleurlegenda | Kleurlegenda                        |
| ------------ | ---------------- | ------------ | ----------------------------------- |
|              | Huismeesterspel  |              | Kamer van de Waarheid               |
|              | Boodschappenspel |              | Groepsopdracht zonder genomineerden |
|              | Weekopdracht     |              | Overige opdrachten                  |

### Geheime opdrachten
|             | Opdracht | Uitgevoerd door                 | Beloning | Uitkomst |
| ----------- | --- | ------------------------------- | --- | --- |
| Opdracht 1  | Verdeel de bedden en complimenteer elke bewoner met hun mooie ogen. | Jowi                            | Voorraadkamer gaat open voor alles voor een feestje incl. muziek en de hottub gaat open.                                             | Gelukt |
| Opdracht 2  | Zet de zwarte kist uit de living voor de deur van de gameroom en help de nieuwe bewoners ongezien het huis en hun slaapkamer betreden. (In de kist bleken achteraf de hoofdkussens te zitten voor de tweede slaapkamer)                                                                            | Liese                           | € 5.000 voor de prijzenpot | Mislukt |
| Opdracht 3  | Medekandidaten overtuigen om samen een choreografie uit te voeren op het nieuwe Big Brother-lied. Om haar doel te bereiken, mag ze de hulp inschakelen van een medekandidaat. Hier kiest ze uiteindelijk voor haar maatje Ziko.                                                                    | Liese                           | € 5.000 voor de prijzenpot | € 5.000 voor de prijzenpot |
| Opdracht 4  | Tijdens de dag verschenen in het huis foto's van dierbaren van de medebewoners. Memoriseer deze in het geheim, om hier later op de dag een opdracht in de gameroom mee te doen. | Jill                            | Wordt bekendgemaakt bij de vervolgopdracht (week 2: sleutelhangerspel)                                                               | Gelukt |
| Opdracht 5  | Drie opdrachten: 1. Zorg ervoor dat de mannen bij hun terugkeer binnen 2 uur in de hottub zitten met een biertje. 2. Bereid een maaltijd voor, en zing tijdens het eten een liedje met "klassebak" erin. 3. Zorg ervoor dat ze op tijd naar bed gaan en vertel daarbij individueel een verhaaltje. | Jill, Julie, Liese, Naomi, Zoey | € 500 per geslaagde opdracht voor de prijzenpot, maar als er over de opdracht gepraat wordt, gaat er € 1.500 uit de pot.             | € 1.500 voor de prijzenpot |
| Opdracht 6  | Maak een lied voor de verjaardag van Nick. Het lied moet gaan over Big Brother. Iedereen moet meedoen. Maar als Nick iets merkt van de voorbereidingen wordt het een karige verjaardag. | Julie & Naomi                   | Gevraagd: Sushi-spullen en klassieke muziek bij het opstaan.                                                                         | Gelukt |
| Opdracht 7  | Fietsopdracht. Julie krijgt een geheime opdracht, in de 'white room'. Ze moet fietsen op een hometrainer. De opdracht duurt ca. 28 uur. Later komt Jill erbij (zij is gekozen door de kijkers om Julie te helpen) en mogen ze elkaar afwisselen.                                                   | Jill & Julie                    | Elke 1 km = € 30,- voor de prijzenpot                                                                                                | € 9.000,- voor de prijzenpot |
| Opdracht 8  | Voer 5 opdrachten uit: 1. Laat iemand anders jouw tanden poetsen 2. Slaap in een ander bed 3. Zeg 20× "schildpad" 4. Draag een outfit dat bestaat uit een kledingstuk van elke bewoner 5. Laat Liese 3× een koprol doen                                                                            | Naomi                           | Elke opdracht die slaagt levert € 500,- op voor de prijzenpot Maar als er over de opdracht gepraat wordt gaat er € 5.000 uit de pot. | € 2.000,- voor de prijzenpot nr 5 is mislukt. Naomi kreeg voor deze mislukte opdracht tijdens haar tijdelijke terugkeer in het huis in de laatste week van Big Brother de mogelijkheid om deze zelf te doen. Alleen deed zij het niet 3× maar 20x. Voor deze geslaagde revanche zie opdracht 10 |
| Opdracht 9  | Paashaas Als iedereen slaapt, verstop ongemerkt 20 eieren in de tuin | Michel                          | Geld voor de prijzenpot | € 250,- voor de prijzenpot |
| Opdracht 10 | Maak 20× een koprol zonder dat anderen dit zien | oud bewoner Naomi               | Elke koprol levert € 50,- op voor de prijzenpot                                                                                      | € 1.000,- voor de prijzenpot |

### Huismeesterregels
Huismeester zijn geeft een bewoner een week lang meer verantwoordelijkheid, maar ook een voordeel: de huismeester van de week is die week ook immuun bij het nomineren. Hij/zij mag zelf wel nomineren, maar kan zelf niet genomineerd worden.
De bewoner die de rol als huismeester heeft:

- mag drie regels bepalen (in overleg met Big Brother) waar de groep zich aan moet houden of die de groep uit moet voeren.

- stelt ook een strafopdracht op voor het geval een bewoner zich niet aan een regel houdt. Indien de huismeester zijn/haar regels niet goed toepast of niet goed toeziet of de bewoners zich aan de regels houden, ondergaat de huismeester deze straf zelf.

- krijgt een beslissende stem in het geval een groepsbesluit gelijk eindigt (bijvoorbeeld bij het nomineren).

- bepaalt in overleg met de groep waar het verdiende boodschappengeld aan wordt besteed. Hiervoor krijgt de huismeester van Big Brother een tablet met een boodschappenlijst waaruit gekozen mag worden.
De laatste twee weken is er geen huismeester meer. In deze twee weken bepalen alle bewoners de huisregels en Big Brother bepaalt de straf voor het overtreden van de regels.
| Week    | Huismeester | Regels | Straf                                                                                                 | Overtreders                    |
| ------- | ----------- | --- | --- | ------------------------------ |
| Week 1  | Jowi        | 1. Taakverdeling in huis mbt koken en schoonmaken, in duo’s 2. Drie (3) spelletjes weerwolven per dag 3. Voor het slapen gaan iedereen knuffelen en ‘Bon nochi’ zeggen | - | -                              |
| Week 2  | Thomas      | 1. Iedereen moet verplicht 15 rondjes lopen 2. Schoenen mogen niet in huis gedragen alleen buiten 3. Schoonmaken worden opnieuw ingericht | Wordt een taak niet goed uitgevoerd dan mag diegene de rest van de week alleen nog maar water drinken | -                              |
| Week 3  | Nick        | 1. Het bed moet elke ochtend opgemaakt worden 2. Iedereen moet meedoen aan ochtendgymnastiek en yoga. Dit duurt een kwartiertje en zal in de woonkamer zijn 3. Voordat iedereen gaat slapen een groepsknuffel. En elke avond een verplichte activiteit samen doen | Twintig push-ups en 50 sit-ups te midden van de groep                                                 | -                              |
| Week 4  | Liese       | 1. Het Big Brother lied (welke de groep eerder gemaakt heeft) bij het opstaan. Iedereen moet op tijd uit bed en het bed opmaken 2. In de avond is er een biechtmoment zodat alles bespreekbaar gemaakt wordt 3. Elke dag een groepslunch of een activiteit buiten | Een frisse duik in de hottub                                                                          | Nathalie                       |
| Week 5  | Naomi       | 1. Elke dag 5 min speeddaten 2. Elke dag moet iemand een toernooi verzinnen 3. Na het ontbijt een dansje op muziek onder leiding van een bewoner | Een Big Brother gedicht maken van ten minste 10 regels en voordragen aan de hele groep                | -                              |
| Week 6  | Jill        | 1. Elke ochtend een polonaise door het hele huis 2. Elke dag worden duo’s één uur aan elkaar vastgebonden en moeten ze alles samen doen 3. Elke dag vijf minuten lachtherapie | Telkens als je naar het toilet gaat, geef je iedereen een high five                                   | -                              |
| Week 7  | Zoey        | 1. “Chez Patrick" (Dinner for two); Nick en Zoey zijn om de beurt ober 2. Poets half uurtje, Iedereen maakt een half uur schoon na het eten 3. De complimenten douche. In de middelste douche geeft iedereen elkaar elke dag een compliment | een koude douche in de middelste douche mét kleding                                                   | Matt, Thomas                   |
| Week 8  | Mike        | 1. Mike maakt elke dag met een medebewoner een ontbijt 2. Elke middag of avond een volledige veganistische maaltijd 3. Eén of twee bewoners voeren een dansje op aan de groep | Buiten de slaapkamer slapen op een vouwbed                                                            | Mike, Jill, Thomas             |
| Week 9  | -           | Deze week geen huismeester gekozen | - | -                              |
| Week 10 | Julie       | 1. Voor het slapen gaan vertellen we elkaar een persoonlijk verhaal 2. Dagelijks één kwartier in volledige afzondering (ME time) 3. Elke dag kookt er iemand anders. De laatste dag koken we allemaal samen | Eén (1) minuut "planken" in de tuin waar iedereen omheen moet staan                                   | Jill, Michel                   |
| Week 11 | Nick        | 1. Elke morgen opstaan met klassieke muziek. Samen ontbijten 2. Groepsactiviteit. Zoals: met zijn allen in de hottub, een improvisatieavond 3. Elke avond groepsknuffel, Nick stopt iedereen in. Compliment geven. Big Brother wijzigt regel 1: Elke ochtend opstaan met polonaise (gestemd door de kijkers). | De overtreder staat als eerste op en moet een ontbijt maken voor iedereen.                            | -                              |
| Week 12 | Michel      | 1. Sport- en spelcompetitie; de winnaar krijgt een prijs 2. Na het diner een gedeelte van het huis grondig schoonmaken 3. Een gezamenlijke lunch voorbereiden en buiten eten | 25 burpees doen                                                                                       | -                              |
| Week 13 | -           | Jill: Ergens op de dag de vogeltjesdans doen, Big Brother bepaalt wanneer Julie: Elke avond een activiteit, inclusief een slaapliedje met een dansje Liese: "Chez Patrick" komt terug, elke avond wordt het restaurant geopend waar herinneringen opgehaald worden aan een oud-bewoner Michel: Een verhaaltje vertellen voor het slapengaan over het Big Brother-avontuur Nick: Na het eten met z'n allen schoonmaken op hardstyle-muziek | Buiten op het vouwbed slapen                                                                          | -                              |
| Week 14 | -           | Jill: Eén uur het verboden woord (geen ja geen nee) straf is polonaise (1) Liese: Voordat je een snoepje of lekkers pakt tien rondjes hardlopen buiten (2) Michel: Elke dag doet iemand voorgerecht, diner en nagerecht (3) Nick: Elke dag een toernooi en de verliezers moeten een complimentje geven aan de winnaar (4) | De polonaise doen in de ochtend en onverwacht in de nacht                                             | (1) Jill, Liese, Michel & Nick |

### Eliminatiemomenten
De genomineerden van die week worden afgezonderd van de groep. Hiervoor werd in het begin een beetje gezocht naar de juiste formule.
De afzondering is elke week op Donderdag, de dag van de live uitzending.
- De Exit room, is een ruimte buiten het Big Brother huis. In deze ruimte staan een tafel en een paar stoelen een koelkast met wat drinken en een tv waarop af en toe live beelden worden getoond vanuit het Big Brother huis. In week 1 was er nog geen Kamer van de Waarheid-opdracht maar werden de genomineerden in de "exit room" afgezonderd. Later in de serie werd deze ruimte de White room.
- In week 2 werd van dit concept reeds afgestapt en moesten de genomineerden in plaats daarvan een opdracht doen in de gameroom, maar deze was niet in hun eigen voordeel.
- De Kamer van de Waarheid werd in week 3 geïntroduceerd. De genomineerden van die week worden afgezonderd van de groep en krijgen een aantal vragen over zichzelf en hun medebewoners. Hierna mogen ze de nominatieredenen van de medebewoners lezen (zonder vermelding van naam) en van week 4 tot en met week 10 was er ook een opdracht aan gekoppeld. Bij slagen in deze opdracht, kregen de genomineerden elk een korte videoboodschap van een naaste aan het thuisfront.
Vanaf week 11 werden de genomineerden apart naar de kamer van de waarheid geroepen en kregen ze ook de nominatieredenen niet meer te zien. Ook is er geen opdracht of videoboodschap meer. In week 12 kregen de genomineerden naast het gesprek met Big Brother ook elk 2 vragen van 2 ex-bewoners.
Na week dertien (halve finale) is er geen kamer van de waarheid meer.
- In week 5 waren er door het vrijwillig vertrek van 3 bewoners geen genomineerden en werd een alternatieve opdracht door alle bewoners gespeeld: de Winkel van de Verleiding.

## Ontvangst
In de aanloop naar het programma verkondigden RTL-directeur Peter van der Vorst en Annick Bongers, programmadirecteur bij SBS Belgium, dat het programma relevanter was dan ooit. Het programma zou mensen in beeld brengen die op elkaar zijn aangewezen, zonder de perfecte versie van zichzelf op sociale media, en zonder continu met de buitenwereld in verbinding te staan. Nieuwsmedia vroegen zich echter af of de kijker nog wel op het afgestofte concept zaten te wachten. Op de avond van de eerste uitzending keken er in Nederland 1,1 miljoen mensen. Dit zakte binnen enkele dagen in tot zo’n 350.000. In Vlaanderen kon de eerste uitzending op Play4 nog op meer dan 500.000 kijkers rekenen, maar ook daar zakte het programma snel weg in de Vlaamse kijkcijfers. Tegen eind januari was het kijkersaantal ongeveer gehalveerd. Dit zou mee aan de basis gelegen hebben van de beslissing van Play4 om het programma vanaf begin februari te verhuizen van primetime naar later op de avond. Enkel de liveshow op donderdagavond werd in Vlaanderen nog om 21u30 uitgezonden.
Dat het programma niet aansloeg, weet de Nederlandse tv-recensent Angela de Jong aan de hoge mate waarin het gedrag van de deelnemers gestuurd werd door allerlei spelletjes, en vond de deelnemers te weinig uitgesproken. Hummie van der Tonnekreek, medeverantwoordelijk voor de eerste Big Brother, vond het een duiventil van binnenkomende en vertrekkende deelnemers, waardoor de kijker niet de kans kreeg zich aan de deelnemers te hechten.
Toch waren er nog genoeg kijkers om de nodige commotie te veroorzaken. Tijdens het weekend van 13 februari gingen de officiële sociale mediakanalen van Big Brother enkele dagen offline wegens een stortvloed aan haatberichten. Tijdens de finale op 8 april werd er door de kijkers zo massaal gestemd dat de votingwebsites in België en Nederland overbelast raakten. Daarom werd de winnaar door een gerechtsdeurwaarder bepaald op basis van de laatste tussenstand. De finale werd in Nederland uiteindelijk door 448.000 mensen bekeken.

## Trivia
Om eventuele problemen met seksueel grensoverschrijdend gedrag te voorkomen, iets wat in andere landen bij Big Brother wel eens was voorgekomen, waren er met de bewoners spelregels opgesteld en was er ook geen sterke drank in het huis aanwezig.